# Siouxsie and the Banshees
Siouxsie and the Banshees (Сюзі та Банші) — британський постпанк гурт. В їх композиціях присутні також готичний рок стиль та нью вейв. Siouxsie and the Banshees продали близько 50 млн платівок і стали однією з найуспішніших груп панківського руху кінця 70-х. Гурт виник наприкінці 1970-х, під час буму пост-панку та нової хвилі, що прийшли у Великій Британії на зміну панк-року. Його дебютом стали сингл «Hong Kong Garden» і альбом The Scream (1978). На початку 1980-х Siouxsie and the Banshees записували нігілістичні, похмурі та наповнені трагізмом роботи, які відіграли важливу роль у формуванні готичного року.
Siouxsie and the Banshees самі справили значний вплив на багатьох виконавців. Серед гуртів, на які вплинули Siouxsie and the Banshees: Joy Division, The Cure, U2, The Smiths, Джеф Баклі, Tricky, Massive Attack LCD Soundsystem. Radiohead, PJ Harvey, Sonic Youth, та TV on the Radio.

## Розквіт

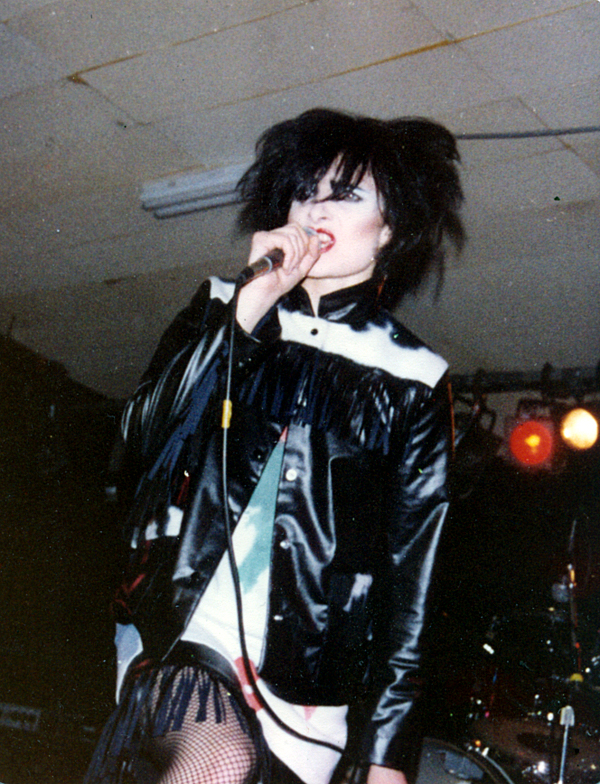
Сьюзі С'ю, 1980 рік

Вже у лютому 1977 року the Banshees серйозно сприймали себе як окрему музичну одиницю. Вони запросили в гурт Kenny Morris та Pete Fenton, які вже на той час регулярно виступали та мали досить велику підтримку публіки. Невдовзі Fenton вигнали, а на його місце в липні прийшов John McKay. У 1978 році вони врешті підписали контракт на запис із Polydor Records і випустили свій перший сингл «Hong Kong Garden», який невдовзі увійшов до десятки хітів Великої Британії. Незабаром вони випустили альбом The Scream.
Їх другий альбом Join Hands було випущено у 1979 році. До нього входив уже згаданий трек «Отче Наш». Однак, після двох днів туру на підтримку нового альбому, Morris та McKay неочікувано залишають гурт. Їм швидко знайшли заміну: гітарист Robert Smith (чий гурт The Cure виступав «на розігріві» під час туру the Banshees) та барабанщик Budgie (справжнє ім'я Peter Clarke, в минулому учасник гуртів The Slits та Big In Japan). По закінченню туру Budgie залишився в гурті, а John McGeoch, в минулому учасник Magazine, став гітаристом.
McGeoch записував з гуртом альбоми Kaleidoscope, Juju та A Kiss in the Dreamhouse, і піснями з нього, Melt, Slowdive (пісня). Під час останнього концерту туру в Мадриді в 1982 році він упав зі сцени і його госпіталізували. Його замінив Роберт Сміт. Сміт взяв участь у створенні подвійного лайв альбому Nocturne та синглом з нього, Dear Prudence, і Hyaena, і піснями з нього, Dazzle, Swimming Horses. Однак він вийшов зі складу гурту того ж року, щоб повністю присвятити себе The Cure.
Гітарист John Valentine Carruthers з Ex-Clock DVA замінив Сміта. The Banshees записали Thorn з Carruthers та з віолончелістом-клавішником Martin McCarrick, який невдовзі став постійним учасником гурту.
У 1986 році вийшов альбом Tinderbox та сингли Cities in Dust, Candyman. 1987 року вийшов сингл, що не увійшов до жодного альбому «Song From the Edge of the World», а також альбом каверів Through the Looking Glass. Carruthers був відсутній на одному з музичних відео.
Після довгої перерви до гурту увійшли McCarrick та Jon Klein, в минулому гітарист Specimen. У такому складі записувались альбоми Peepshow, Superstition та The Rapture. Klein залишив гурт після запису останнього альбому, а на його місце прийшов Knox Chandler, в минулому гітарист Psychedelic Furs.
Сьюзі та її чоловік Budgie створили у 1981 році незвичайний проект поза гуртом і назвали його The Creatures. Після передачі їм прав на записи The Banshees, новий гурт став для них основним.

## Дискографія
Студійні альбоми
- The Scream (1978)
- Join Hands (1979)
- Kaleidoscope (1980)
- Juju (1981)
- Once Upon a Time: The Singles (1981)
- A Kiss in the Dreamhouse (1982)
- Nocturne (1983)
- Hyæna (1984)
- Tinderbox (1986)
- Through the Looking Glass (альбом) (1987)
- Peepshow (1988)
- Superstition (1991)
- The Rapture (1995)
- The best of Siouxsie and the Banshees (2002)
- Downside Up (2004)
- At The BBC (2009)
- All Souls (2022)